# آيت أحمد (المرس)
آيت أحمد هي إحدى مشيخات المملكة المغربية، تتبع جغرافيا لإقليم بولمان وإداريًا لالمرس. يقدر عدد سكانها بـ 5482 نسمة حسب الإحصاء الرسمي للسكان والسكنى لسنة 2004.